# Copa Pirineos de rugby
La copa de los Pirineos fue una competición de rugby internacional organizada por las federaciones de Cataluña (España) y del Rosellón (Francia) con clubes de esas regiones. Se disputó por primera vez en el año 1960 y dejó de celebrarse en 1968. En un principio el torneo se dividía en dos grupos de cuatro, con semifinales y final. A partir del 5º año se cambiaría el formato a sistema de eliminatorias para volver a los grupos (de 3) en el 1965.
De manera ajena a esta competición, pero igualmente con participación de equipos españoles y franceses, se disputó en 1994 un Trofeu ciutat de Barcelona (Trofeo ciudad de Barcelona)  que ganó el Racing Club de París. En el 2000 también se organizó un campeonato con clubes de Cataluña y del Rosellón denominado Trofeu Dues Catalunyes (Trofeo Dos Cataluñas) que tuvo como vencedor la UE Santboiana.

## Palmarés
- 1960:   UE Santboiana[3]
- 1961:   UE Santboiana
- 1962:  Toulouse At. Club
- 1963:  Toulouse At. Club
- 1964:  USAP
- 1965:  USAP
- 1966:  A.S. Pradéenne
- 1967:  FC Barcelona

## Enlaces
- Palmarés en web oficial de UE Santboiana
- Página web sobre la sección de rugby del F. C. Barcelona

- Datos: Q8350679